# تاريخ المثليين في روسيا

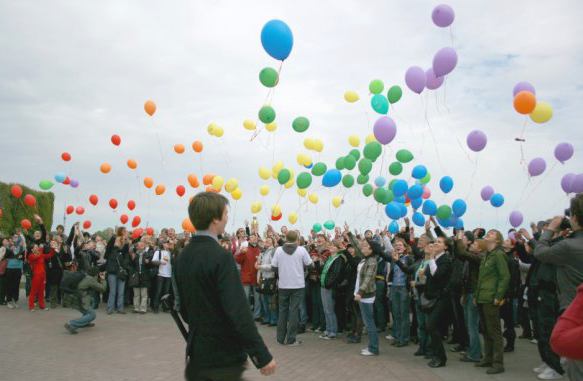
جانب من فعاليات الاحتفال باليوم العالمي لمناهضة رهاب المثلية الجنسية في سانت بطرسبرغ عام 2009

تأثر تاريخ المثليين في روسيا، وفي أصولها التاريخية (الاتحاد السوفييتي والإمبراطورية الروسية)، إلى حد كبير بتغير التوجهات السياسية لحكامها. كان لأوروبا الكاثوليكية البروتستانتية في العصور الوسطى التأثير الأكبر على الموقف الروسي من المثلية الجنسية. تأثر تاريخ مجتمع الميم الروسي بالموقف المتارجح الذي كانت تتخذه الكنيسة الروسية الأرثوذكسية تجاه الجنس.
على عكس أوروبا القديمة، كان لروسيا القديمة موقف منفتح إزاء المثلية الجنسية. وجرى توثيق المثلية الجنسية في روسيا لعدة قرون. يرجع أقدم حظر موثق للمثلية الجنسية في روسيا إلى أوائل أو منتصف القرن السابع عشر. وثق غريغوري كوتوشيخين، الذي بدأ بعملية إضفاء الطابع الأوروبي على روسيا وتحديثها، إعدام المثليين الذكور شنقًا في بعض الأحيان، وحرقًا في أحيانٍ أخرى. بدأت الحكومة محاولاتها لمنع الممارسات الجنسية المثلية في القرن الثامن عشر، وذلك بعد حظر القيصر بطرس الأكبر للعلاقات المثلية في صفوف القوات المسلحة عام 1716 كجزء من محاولاته لتطوير البلاد. في عام 1832، سُنت عدة قوانين أخرى تجرم الممارسات الجنسية بين ذكرين اثنين، لكن، تطورت خلال نفس القرن ثقافة فرعية حول المثليين والمثليات ومزوجي التوجه الجنسي ومغايري الهوية الجنسانية في روسيا، مع ظهور العديد من الشخصيات الروسية المهمة معلنة عن ميولها الجنسية المثلية أو الثنائية.
في عام 1917، أطاحت الثورة الروسية بالحكومة القيصرية، وظهرت جمهورية روسيا الاتحادية الاشتراكية السوفييتية، أول دولة اشتراكية في العالم، وتلاها، بعد انتهاء الحرب الأهلية في عام 1922، تأسيس الاتحاد السوفييتي. أعاد البلاشفة كتابة الدستور، ووضعوا قانونين جنائيين اثنين، في عامي 1922 و1926، أبقيا من خلالهما على حظر الممارسات الجنسية المثلية في البلاد. ألغت حكومة الحزب الشيوعي الجديدة القوانين القديمة المتعلقة بالعلاقات الجنسية، وشرعت، بشكل فعلي، نشاطات المثلية الجنسية والتحول الجنسي داخل روسيا، على الرغم من أنها ظلت غير قانونية في مناطق أخرى من الإمبراطورية الروسية. مع ذلك، ظل مثليو الجنس يُعانون من كافة أشكال الاضطهاد، بما في ذلك الطرد من العمل.
في عام 1933، حرمت الحكومة السوفييتية بقيادة جوزيف ستالين النشاطات الجنسية المثلية وعاقبت مرتكبيها بالسجن لمدة خمس سنوات مع الأشغال الشاقة. منعت مادة جديدة، أُضيفت في عام 1934 إلى القانون الجنائي «المثلية الجنسية». بعد وفاة ستالين، شهدت المواقف تجاه الميول الجنسية تحررًا في عموم الاتحاد السوفياتي، لكن الممارسات الجنسية المثلية بقيت غير قانونية. مع ذلك، ازداد وضوح الثقافة المثلية في البلاد، لا سيما بعد تطبيق حكومة ميخائيل غورباتشوف لسياسة غلاسنوست الليبرالية المتشدة في أواخر ثمانينيات القرن العشرين.
بعد انهيار الاتحاد السوفييتي، وتأسيس الاتحاد الروسي عام 1991، ضغط مجلس أوروبا على الإدارة الجديدة لإضفاء صفة الشرعية على الممارسات المثلية، مما دفع الرئيس بوريس يلتسن إلى الرضوخ لهذه المطالب عام 1993. مع ذلك، لا تزال هناك العديد من القيود المفروضة على الأنشطة المتعلقة بالمثلية الجنسية في روسيا.

## دوقية موسكو الكبرى وروسيا القيصرية
تحدث المستشار الملكي النمساوي سيغيسموند فون هيربرشتاين في كتابه الذي حمل عنوان (ملاحظات حول العلاقات مع دوقية موسكو الكبرى) عن المشاهد التي رآها خلال رحلاته إلى موسكو بين عامي 1517 و1526. ذكر هيربرشتاين أن المثلية الجنسية كانت منتشرة بين جميع الطبقات الاجتماعية. لم يُصدم الشاعر الإنجليزي جورج توربرفيل، الذي زار موسكو عام 1568 خلال المرحلة الأكثر دموية في تاريخ البلاد أثناء فترة حكم إيفان الرابع، من المجزرة، لكنه صُدم من إعلان بعض الفلاحين الروس لمثليتهم الجنسية أمام مجتمعاتهم. ذكر آدم أوليريوس أيضًا بأن المثلية الجنسية بين الرجال كانت موجودة في جميع طبقات المجتمع، ولم يكن المجتمعُ يتعامل معها على أنها جريمة. تحدثت أيضًا بعض التقارير الأخرى عن المثلية الجنسية بين النساء. استوردت إصلاحات بطرس الأكبر، التي كانت تهدف إلى إضفاء الطابع الأوروبي على البلاد، رهاب المثلية إلى روسيا.

## الإمبراطورية الروسية

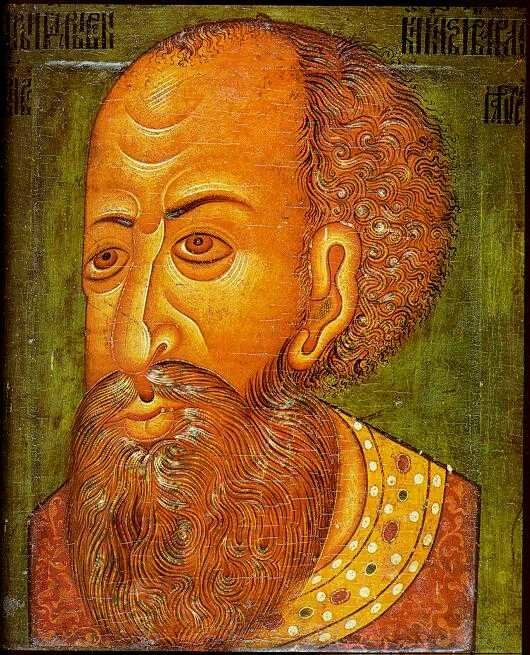
اتهم الخصوم السياسيين للقيصر إيفان الرهيب بإقامته لعلاقات مثلية.

قبل تطبيق السياسة القيصرية، عاقبت السلطات الدينية أو الميليشيات الدينية في البلاد الأشخاص لارتكابهم جرم الممارسة الجنسية المثلية أو لارتداء ملابس الجنس الآخر. اتُهم إيفان الرهيب بأنه مثلي الجنس، في محاولة لتشويه سمعته. عندما أُطيح بالقيصر ديمتري الدجال الأول، سُحلت جثته المكسرة في الشوارع من خلال ربط أعضائه التناسلية بحبل، جنبًا إلى جنب مع جثة عشيقه المشهور.
في عام 1716، حظر القيصر بطرس الأكبر أي شكل من أشكال المثلية الجنسية بين رجال القوات المسلحة. كان حظر السدومية جزءًا من حركة إصلاحية كبيرة تهدف إلى تحديث روسيا، ورُفضت -حتى عام 1835- الجهود الرامية إلى توسيع هذا الحظر ليشمل المدنيين.
في عام 1832، أضاف القيصر نيكولاي الأول المادة 995 إلى دستور البلاد، وحظر من خلالها السدومية. من الممكن أن تحظر هذه المادة جميع أشكال السلوك الجنسي الطوعي الخاص بالبالغين، لذلك، تميل المحاكم عادة إلى تفسيرها على أنها تُعنى بالجنس الشرجي بين الرجال فقط، وبذلك، أضحت ممارسة الجنس الفموي بين الرجال المتراضين ممارسة قانونية. لم يتطرق القانون الذي أضافة القيصر نيكولاي الأول إلى المثلية الجنسية بين الإناث، أو إلى ارتداء ملابس الجنس الآخر، على الرغم من أن كلا السلوكين آنفي الذكر، كانا يعتبران –على الأرجح- غير أخلاقيين، ويُعاقب مرتكبهما بموجب قوانين أخرى (شبيهة بالقوانين الكنسية التي تعاقب الفتيات لكونهن «مسترجلات»)، إذ كان القانون في القرن السابع عشر وما قبله يعاقب مثليات الجنس. جُرّد الأشخاص المدانين بارتكابهم لأحد الجرائم االتي تسردها المادة 995 من حقوقهم، ونُفوا إلى سيبيريا لأربع أو خمس سنوات. يعتبر عدد الروس الذين حُكم عليهم بموجب هذا القانون مجهولًا، وذلك على الرغم من وجود العديد من مثليي الجنس ومزدوجي الميول الجنسية الروس، في تلك الحقبة، ممن أعلنوا عن ميولهم الجنسية صراحة، إضافة إلى أن الطقوس المثلية كانت شائعة بين بعض المنشقين عن الدين، في أقصى شمال روسيا. استمر عدد كبير نسبيًا من الفنانين والمثقفين المثليين أو ثنائيي الجنس بالإعلان عن ميولهم الجنسية علانية حتى أواخر القرن التاسع عشر.
كان الكاتب والناقد الأدبي قسطنطين ليونتييف مزدوج التوجه الجنسي. وشكلت المحامية آما يفرينوفا مع المؤلفة ماريا فيودروفا واحدًا من أشهر الأزواج في عالم الأدب الروسي في أواخر القرن التاسع عشر. كانت العلاقة المثلية التي تجمع الكاتبة بوليكسينا سولوفيوفا وناتاليا ماناسينا شهيرة أيضًا. ومن الشخصيات المثلية الأخرى التي اشتهرت في تلك الحقبة الزمنية، الشاعر أليكسي أبوختين، وبيتر تشايكوفسكي، والمؤلف والناشر المحافظ الأمير فلاديمير ميشرسكي، وسيرجي دياغليف الذي كان على علاقة مع ابن عمه، ديمتري فيلوسوف، وارتبط بعد انفصاله عنه، بفاسلاف نغينسكاي. أصبحت رواية ميخائيل كوزمين، أجنحة، لعام 1906، واحدة من أولى قصص الإفصاح عن الميول المثلية ذات النهاية السعيدة، ووضع كوزمين في يومياته الخاصة شرحًا مفصلًا للثقافة الخاصة بمثليي الجنس، يشتمل على جميع الرجال من مختلف الطبقات الاجتماعية.